# Noize MC
Іван Олександрович Алексєєв (рос. Иван Александрович Алексеев; більш відомий під псевдонімом Noize MC; нар. 9 березня 1985) — російський репер, рок-музикант, співак, композитор та актор.

## Біографія
Музика Noize MC поєднує в собі риси декількох стилів. Сам артист характеризує свою творчість як «сучасна урбаністична музика на стику хіп-хопу, гранджу, панку, реггі та брейкбіту».
У творчості Івана Алєксєєва чітко простежується соціальна тематика, багато його пісень, такі як: «Мерседес S666», «Кури бамбук», «Москва — не резиновая», «Наше движение», «Героин фест», «10 суток в раю» , «Влиятельные покровители», «Последний министр», «Песня предателя» та багато інших — є реакцією автора на значні соціальні проблеми.
Іншою особливістю музиканта є висока швидкість реакції на певні події: пісня «Мерседес S666» була написана протягом доби після нашумілої аварії за участю віце-президента «Лукойлу» Анатолія Баркова. Іван був знайомий з сестрою загиблої (Александріна Ольга) співачкою Staisha; пісня «10 суток в раю» була написана Іваном Алексєєвим під час відбування покарання за вироком, звинувачуючим музиканта в образі міліції.

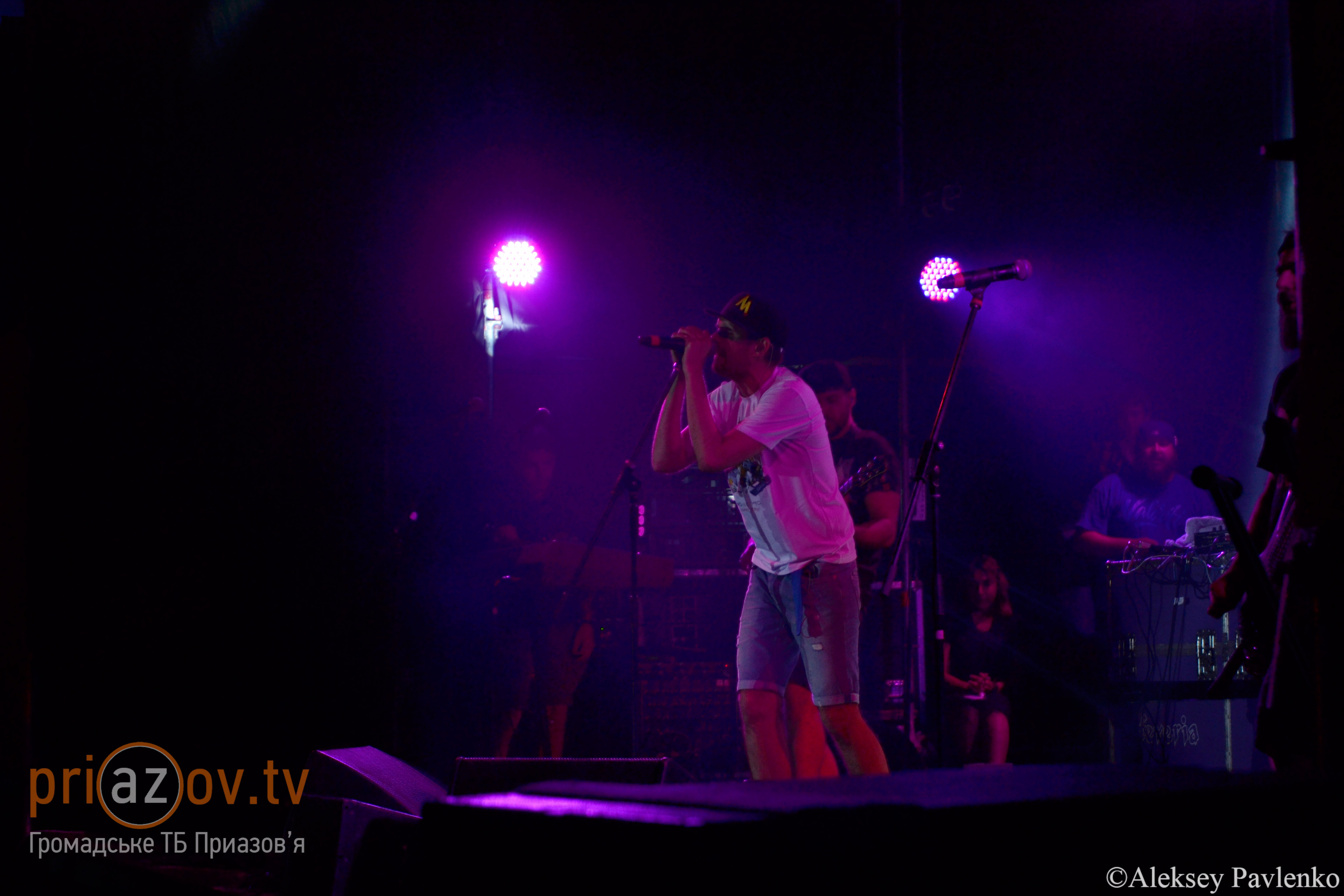
Noize MC на фестивалі MRPL City 2017 у Маріуполі.

Іван виконав одну з головних ролей у фільмі «Розіграш», прем'єра якого відбулася у травні 2008 року.
Noize MC традиційно щороку виступає на декількох українських літніх фестивалях, як-то: Захід, Atlas Weekend тощо. У 2017 році він був одним із хедлайнерів першого фестивалю MRPL City у Маріуполі і присвятив місту фрістайл.

## Громадянська позиція
У репертуарі Noize MC є спільні композиції із гуртом «Тараканы!» — «Властелины Вселенной» і гуртом «Ляпис Трубецкой» — «Капитал», «Болт», основний зміст яких — протест проти надмірного збагачення оліхархів і критика сучасного російського капіталізму. Також є декілька антифашистських пісень: «Пушкинский рэп», «Черное/Белое», «Эдем 14/88» і «Девочка-скинхед». В інтерв'ю виданню «Новая газета» Noize MC зазначав, що після виходу «Нового альбому» у 2012 році він втратив «правих» фанатів, яким не сподобались антифашистські треки альбому.
14 серпня 2014 року, під час російсько-української війни, музикант виступив на фестивалі Захід із прапором України на талії. Свої дії Noize MC пояснив наступним чином:
|  | В нашому репертуарі є ремікс на хіт українського гурту «Воплі Відоплясова» — «Танці». Половина тексту пісні — оригінальна, українською мовою, половина — дописана мною, російською. На концертах ми завжди під цю пісню влаштовуємо флешмоб: запрошуємо велику кількість людей на сцену, вчимо із ними найпростіший танець із чотирьох рухів і всі танцюють разом із нами — і глядачі в залі, і ті, хто на сцені. Збираючись показати ці рухи, я підійшов до краю сцени, і якась дівчина, яка стояла знизу, протягнула мені прапор. На знак дружби між нашими народами я взяв його і вирішив використати у перформансі, вважаючи це абсолютно логічним і доречним, особливо в контексті пісні, яку збирався виконати. |

Одразу після виступу на Львівщині Noize MC виступив на фестивалі Kubana (Краснодарський край, Російська Федерація). Після слів музиканта «Давайте поговоримо з вами про український нацизм. Хто із вас був у Львові, підніміть руки» пряма інтернет-трансляція фестивалю була зупинена організаторами. Наступними словами Noize MC були: «Ну що, там є український нацизм? А хто не був, ви що думаєте? Так ось — я там був — ніякого нацизму там немає. Є люди, які втомились це все терпіти, і є президент, котрий накрав стільки, що вже неможливо підрахувати.» Опісля Noize MC зазначав, що «Під час виконання російсько-української композиції „Танці“ нам просто виключили звук посеред треку». На знак протесту музикант виконав спільний трек із «Anacondaz» голим.
У вересні 2019 року випустив пісню «Всё как у людей» (що містить частину тексту однойменної пісні Єгора Лєтова і відсилки до деяких інших його пісень), у якій різко розкритикував політику російської влади. У відповідь депутат від партії «Единая Россия» Ернест Макаренко вимагав заборонити творчість виконавця.
У квітні 2020 року випустив пісню «26.04», присвячену аварії на Чорнобильській АЕС.
З початку повномасштабного вторгнення Росії в Україну висловився на підтримку України та жорстко розкритикував дії Росії.
У березні 2022 випустив кліп на україномовну пісню «Вуду», присвячену російсько-українській війні.
Навесні 2022 разом зі співачкою Монеточкою провів благодійний тур країнами Балтії та Європи, кошти з якого були спрямовані на допомогу українським мирним жителям. На одному з таких концертів виконав пісню «Аусвайс» про колективну вину росіян у війні проти України.
22 листопада 2022 мін'юстом Росії був визнаний «іноагентом».
23 лютого 2024, до другої річниці повномасштабного вторгнення Росії в Україну, артист випустив пісню «Open Air». Пишучи текст, Noize MC взяв за натхнення спогади про маріупольский фестиваль MRPL City Fest, а відеоряд кліпу знятий в Ірпені в квітні 2022 року.

У відповідь на таку критику Noize MC написав пост:
Один із моїх найближчих друзів — українець, який народився в Суджі. Його бабуся досі там. Зв'язку з нею немає вже тиждень. За останні роки, думаю, багато хто пізнав цю властивість людей похилого віку: вони ніколи і нізащо не їдуть. Їх не вмовиш навіть на переїзд у сусідній будинок, не кажучи вже про інші міста і країни. Мій український дід із моєю російською бабусею теж нікуди не поїхали і сидять у Білгороді під обстрілами. П**дець, правда?
Коли я допомагав українцям, мене проклинали «zоотечественники». Коли я допомагав карабаським біженцям, за справу взялися азербайджанці. Коли я допомагав ізраїльським жертвам хамасівської різанини 7 жовтня, у мене не плюнув тільки ледачий. Але коли я став допомагати мирним жителям свого рідного Чорнозем'я, ледачі взяли себе в руки і піднялися з диванів.

Коли мені знадобляться експерти в питанні, кому можна допомагати, а кому не можна, з вами зв'яжуться. А поки пройдіть на х** і чекайте там дзвінка.
У червні 2024 на концерті у Валенсії Noize MC, побачивши серед глядачів синьо-жовтий прапор із логотипом бригади НГУ «Азов», розстебнув верхній одяг і продемонстрував футболку з аналогічним написом. І якщо українські прихильники після цього вчергове подякували музиканту за підтримку, то серед росіян цей жест спричинив хвилю хейту виконавця.

Щодо цього Іван розгорнуто висловився в соцмережах:
Тепер поговорімо про екстремістську символіку. На цій футболці зображений поїзд «Азов», який раніше курсував за маршрутом Київ-Маріуполь. Її мені подарувала моя подруга Яна Яковенко. Вона сама намалювала цей принт. Яна — з Маріуполя. Її місто знищене російськими військами. У дворах — братські могили з мирних жителів. Але я ніколи від неї не чув побажань, щоб таке сталося з чиїмось містом ще.

Війна — гівно. Війни бути не повинно. Але поки агресор не отримує по зубах, він не заспокоюється і не відступає, а отже війна триває — у цьому й проблема. Тому ТАК, Я БАЖАЮ УКРАЇНІ ПЕРЕМОГИ. І я на цю перемогу теж працюю. Що ніяк не заважає мені співчувати мирним жертвам на російському боці. І таких, як я — багато. Тут немає жодного протиріччя. Коли раковому хворому призначають хіміотерапію, йому від неї дуже погано. Але не лікувати рак — ще гірше. Крах путінської Росії — єдиний шанс росіян на нормальне життя в майбутньому, але сам собою він не відбудеться. Попереду багато болю, але п**дець не вічний. Хай живуть ЛЮДИ!

## Дискографія

### В складі «V.I.P.» (Noize MC, Adik, MC N, MC Staf)
- 1997 — «Думать о тебе».

### В складі «Face2Face» (Noize MC, Adik)
- 2001 — «Не нравится, не ешь!».
- 2003 — «Лирика белых стен».
- 2003 — «13 кадров».

### Студійні альбоми
- 2008 — «Greatest Hits vol.1» (перевидання Greatest Hits vol.2 у 2010)[21]
- 2010 — «Последний альбом»
- 2012 — «Новый альбом»
- 2013 — «Protivo Gunz»
- 2013 — «Неразбериха»
- 2014 — «Hard Reboot» (перевидання Hard Reboot 3.0 у 2015)
- 2016 — «Царь горы»
- 2018 — «Хипхопера: Орфей & Эвридика»
- 2021 — «Выход в город»
- 2025 - "Не все дома"

### Саундтреки
- 2009 — «OST Розыгрыш».

### Концертні записи
- 2009 — Точка
- 2011 — Жечь электричество!
- 2015 — *кустик*
- 2019 — XV
- 2020 — С оркестром классно!
- 2022 — Voyager-2

## Відеокліпи
- Песня для радио
- За закрытой дверью
- Моё море
- Из окна
- Палево
- Кантемировская
- Выдыхай
- Мизантроп-рэп
- Ctrl+Alt+Delete (feat. Staisha)
- Болт (feat. Ляпис Трубецкой)
- Ругань из-за стены (2011)
- Вселенная бесконечна
- Танці
- Yes Future
- Бассейн
- Общага
- Нету паспорта (2014)
- Жвачка (2014)
- Влиятельные покровители (2014)
- Капитан Америка (Не берёт трубу)
- Порвав поводок (2015)
- Говорящие Головы (2015)
- Сохрани Мою Речь (2016)[22]
- Make Some N**ze (2016)
- Lenin Has Risen (2016)
- Питерские крыши (2016)
- Марафон (2017)
- Чайлдфри (2017)
- Страна Дождей (2022)